# 862 Franzia
862 Franzia è un asteroide della fascia principale del diametro medio di circa 27,26 km. Scoperto nel 1917, presenta un'orbita caratterizzata da un semiasse maggiore pari a 2,8025457 UA e da un'eccentricità di 0,0827267, inclinata di 13,89578° rispetto all'eclittica.
Il suo nome è in onore di Franz Wolf, il figlio dello scopritore.